# Hypocolpus
Hypocolpus is een geslacht van kreeftachtigen uit de klasse van de Malacostraca (hogere kreeftachtigen).

## Soorten
- Hypocolpus abbotti (Rathbun, 1894)
- Hypocolpus diverticulatus (Strahl, 1861)
- Hypocolpus guinotae Vannini, 1982
- Hypocolpus haanii Rathbun, 1909
- Hypocolpus kurodai Takeda, 1980
- Hypocolpus maculatus (Haswell, 1882)
- Hypocolpus mararae Crosnier, 1991
- Hypocolpus pararugosus Crosnier, 1997
- Hypocolpus pardii Galil & Vannini, 1990
- Hypocolpus perfectus Guinot-Dumortier, 1960
- Hypocolpus rugosus (Henderson, 1893)
- Hypocolpus stenocoelus Guinot-Dumortier, 1960